# Ванденперебом, Жюль
Жюль Анри Пьер Франсуа Ксавье Ванденперебом (нидерл. Jules Pierre Henri François Xavier Vandenpeereboom, 18 марта 1843, Кортрейк — 6 марта 1917, Андерлехт) — бельгийский католический политический деятель. Глава правительства Бельгии с 24 января 1899 по 5 августа 1899.

## Биография
Имел юридическое образование. Представлял родной город в Палате представителей бельгийского парламента с 1878 до 1900 года.
Занимал некоторые министерские посты, начиная с поста министра железнодорожного транспорта, почты и телеграфа, с 1884 до 1899 года. Также с 1896 года занимал пост министра обороны. Возглавлял правительство страны в 1899 году.
Министр Железных дорог, почт и телеграфа с 16 июня 1884 по 5 августа 1899.
Военный министр с 11 ноября 1896 по 5 августа 1899.
Выйдя из Палаты представителей в 1900 году, представлял Западную Фландрию в Сенате с 18 июля 1904 до своей смерти. Умер в Андерлехте.